# Emanuele Muzio
Emanuele Muzio (24. srpna 1821 Zibello, Itálie – 27. listopadu 1890 Paříž, Francie) byl italský dirigent a hudební skladatel. Žák a přítel Giuseppe Verdiho.

## Život
Donnino Emanuele Muzio se narodil 24. srpna 1821 v Zibello, v parmském vévodství. V roce 1826 se rodina přestěhovala do Bussetu, kde navštěvoval místní hudební školu, kterou řídil Ferdinando Provesi. Zde získal základní hudební vzdělání. Antonio Barezzi a Giuseppe Verdi, který byl tehdy asistentem ředitele školy, rozpoznali jeho mimořádné hudební vzdělání a dopomohli mu k funkci místního varhaníka.
Z jejich pomocí Muzio získal v roce 1843 stipendium, které mu umožnilo studovat skladbu v Miláně, kde jeho učitelem byl sám Giuseppe Verdi. Verdi si vysoce cenil lidských i profesních kvalit a v roce 1847 ho přijal jako asistenta na přípravě premiér oper Macbeth ve Florencii a I masnadieri (Loupežníci) v Londýně.
Jako operní skladatel, Emanuele Muzio debutoval v roce 1851 v divadle Teatro italiano v Bruselu operou Giovanna la Pazza, která měla u diváků úspěch. V následujících letech napsal další tři opery, které byly uvedeny v divadlech v Miláně a v Bologni a byly rovněž příznivě přijaty. Přesto se v roce 1858 Emanuele Muzio zřekl kompozice a věnuval se dirigování. V této oblasti se proslavil jak v Itálii, tak i v zahraničí, zejména v Británii, Francii a Spojených státech.
Během svého pobytu ve Spojených státech oženil se zpěvačkou Lucií Simons. Manželství nebylo šťastné a o deset let později se rozešli.
Na začátku sedmdesátých let získal místo dirigenta v divadle Théâtre-Italien (či Théâtre des Italiens) v Paříži, v jedné z nejstarších a nejprestižnějších operních scén ve Francii. Tuto funkci zastával až do uzavření divadla v 1878. Poté doprovázel Giuseppe Verdiho na jeho turné po Evropě. Usadil se v Paříži, kde se věnoval výuce zpěvu. Jeho žákem byla mimo jiné slavná operní pěvkyně Adelina Pattiová.
V roce 1890 jej Giuseppe Verdi jmenoval vykonavatelem své poslední vůle. Ale dne 27. listopadu téhož roku, Emanuele Muzio v Paříži zemřel.

## Dílo

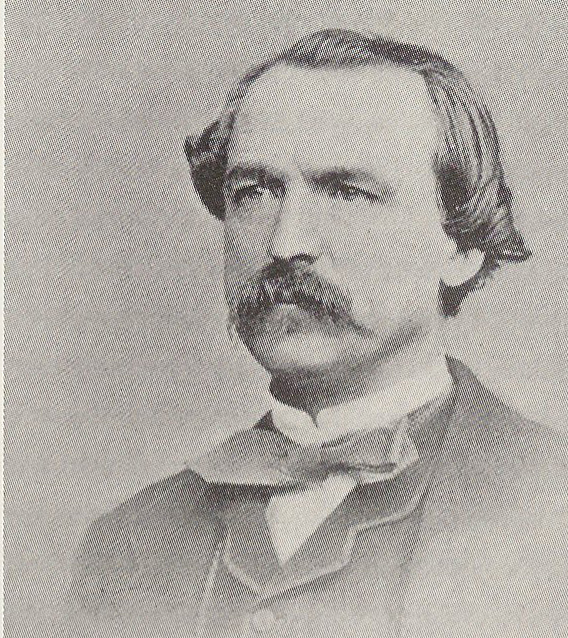
Emanuele Muzio okolo r. 1865

### Opery
- Giovanna la Pazza (libreto Luigi Silva, Teatro italiano, Brusel, 1851)
- Claudia (libreto Giulio Carcano, Teatro Re, Milán, 1853)
- Le due regine (libreto Giovanni Peruzzini, Teatro alla Cannobiana, Milán, 1856)
- La Sorrentina (libretista neznámý, možná sám Muzio nebo Giulio Carcano), Teatro comunale, Bologna, 1857, spolupráce Raffaele Mirate)

### Komorní skladby
- Mazurka di concerto pro lesní roh a klavír (1849)
- Andante e Rondoletto pro violu a klavír (1858)

### Klavír
- 3 Studi sopra una cavatina dell'opera "La battaglia di Legnano" di Verdi (1849)
- Piccolomini Waltz (1858)
- Rebecca Waltzes (1860)
- The Great Uprising-Galop pro klavír na čtyři ruce (1862)
- Emma Polka (1864)
- Grand March and Soldiers' Chorus, transkripce Gounodovy opery Faust (1864)

### Vokální díla
- Sempre più t'amo pro zpěv a klavír (1863); slova A. Bertola
- La nanna, ukolébavka pro zpěv a klavír (1864)
- La vedova pro zpěv a klavír (1864); slova Felice Romani
- Le sorelle, valse brillante pro zpěv a klavír (1864)
- L'usignuolo (Slavík) pro zpěv a klavír (1864)
- Sospiro (Povzdech) pro zpěv a klavír (1864); slova Silvio Pellico
- La Madonna del pescatore, neapolská píseň pro zpěv a klavír (1866?)
- All'aura pro zpěv a klavír (1869)
- Barcarola veneziana pro dva hlasy a klavír (1869)
- Brindisi pro dva hlasy a klavír (1869)
- Duettino pro dva hlasy a klavír (1869)
- L'invito alla danza, tarantella pro zpěv a klavír (1869)
- L'amore, La Polka pro zpěv a klavír (1869)
- Stornello toscano pro zpěv a klavír (1869)